# Всемирный день памяти жертв дорожно-транспортных происшествий

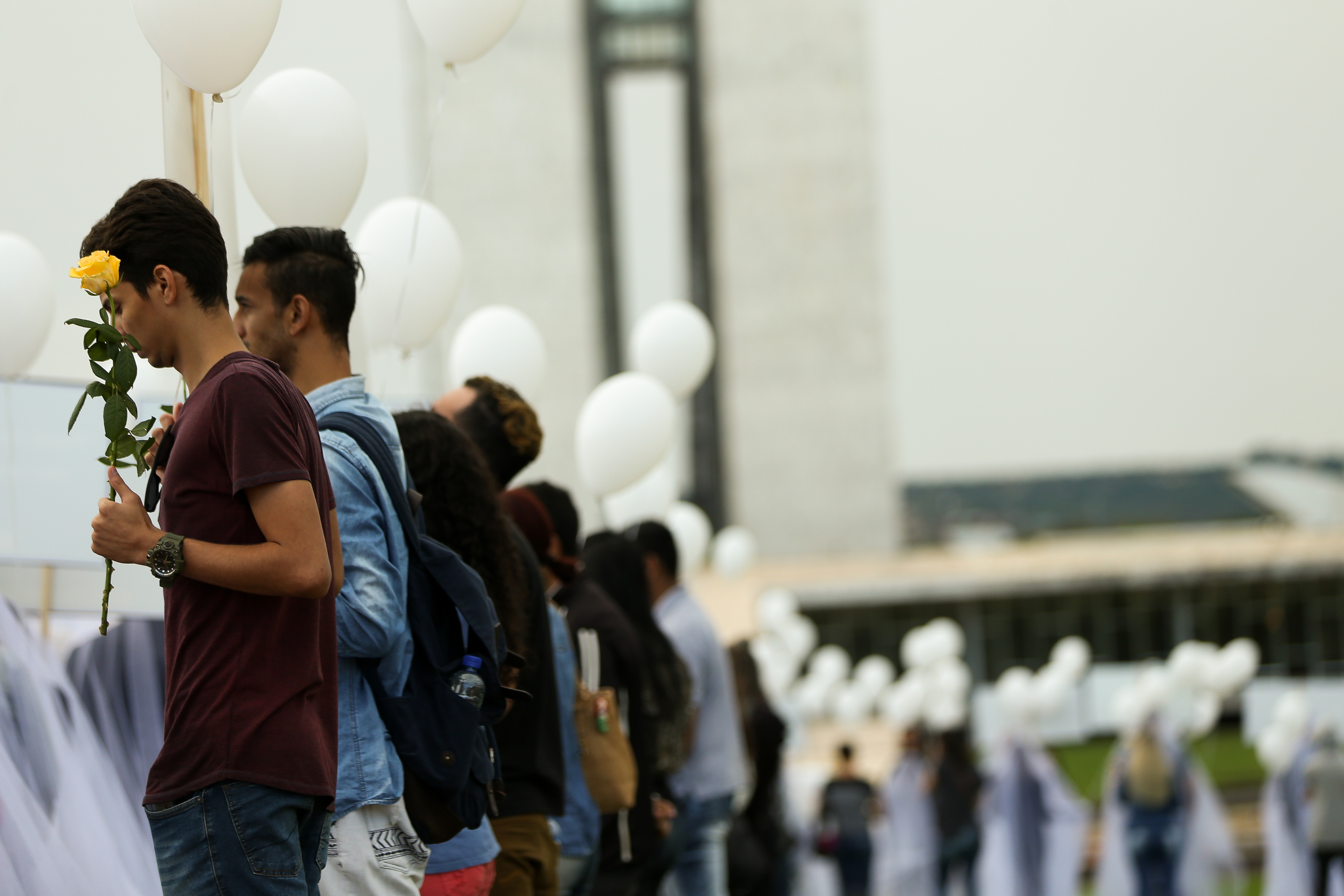
Правительство Федерального округа организовывает Всемирный день памяти жертв дорожно-транспортных происшествий перед Национальным конгрессом

Всемирный день памяти жертв дорожно-транспортных происшествий (на других официальных языках ООН: англ. World Day of Remembrance for Road Traffic Victims, исп. Día Mundial en recuerdo de las víctimas de los accidents de tráfico, фр. la Journée mondiale du souvenir des victimes de la circulation routière) — отмечается по предложению Генеральной Ассамблеи ООН (Резолюция № A/RES/60/5) ежегодно, начиная с 2005-го года, в третье воскресенье ноября.
26 октября 2005 года Генеральная Ассамблея в своей резолюции предложила государствам-членам ООН и международному сообществу объявить этот Всемирный день с тем, чтобы почтить память жертв дорожно-транспортных происшествий и выразить соболезнования членам их семей.

## Ежегодные темы дня
- 2020 год: «Помните. Служба поддержки. Действовать»
- 2019 год: «Человеческая жизнь — это не автозапчасть»
- 2018 год: «У дорог есть истории»
- 2017 год: «Смерти, которые можно предотвратить»
- 2016 год: «Жизненно важные действия после аварии: медицинская помощь, расследование, правосудие!»
- 2015 год: «Пришло время вспомнить — скажи НЕТ дорожному преступлению!»
- 2014 год: «Скорость убивает — проектируйте быстрее»
- 2013 год: «Пусть дороги будут безопасными для всех»
- 2012 год: «Настало время извлечь уроки из прошлого»
- 2011 год: «От глобальной памяти к глобальным действиям через десятилетие»
- 2010 год: «Вспоминая потерянные и сломанные жизни; не забывайте раненых!»
- 2009 год: «От глобальной памяти к глобальным действиям»
- 2007 год: «Помните и размышляйте; Помните и отвечайте»
- 2006 год: «Смерть на дороге — это не нормальная смерть»
- 2002 год: «Дороги будущего безопаснее для наших детей, чем в прошлом»

## Некоторые международные акты, на которые ссылается Резолюция № A/RES/60/5
- Резолюция Генеральной Ассамблеи № A/RES/57/309
- Резолюция Генеральной Ассамблеи № A/RES/58/9
- Резолюция Генеральной Ассамблеи № A/RES/58/289